# 绒萼舞子草
绒萼舞子草（学名：Paraphlomis tomentoso-capitata）为唇形科假糙苏属下的一个种。

## 扩展阅读
- 維基物種上的相關：绒萼舞子草